# アリ/ザ・グレーテスト
アリ/ザ・グレーテスト（The Greatest）は、アメリカ合衆国のボクサー、モハメド・アリの生涯を描いた1977年のスポーツ伝記映画である。アリが自身の役で出演し、トム・グライスが監督した
。1960年ローマオリンピックから、1974年にジョージ・フォアマンと対戦して劇的なKO勝利を収めヘビー級王座を獲得する「キンシャサの奇跡」までを描く。ボクシングの試合映像は、ほとんどが当時の実際の映像である。
モハメド・アリがハーバート・モハメッド、リチャード・デュラムと共に著し、トニ・モリスンが編集した自伝『世界最強の男―ムハマッド・アリ自伝』(The Greatest: My Own Story)を原作としている。
マイケル・マッサーが作曲してリンダ・クリードが作詞し、ジョージ・ベンソンが歌った曲『グレイテスト・ラヴ・オブ・オール』(The Greatest Love of All) は、後にホイットニー・ヒューストンがカバーした。
マッサーが作曲した『アリ・ボンバイエ』(Ali Bombaye) は、映画公開前年の1976年に格闘技世界一決定戦で対戦した日本のプロレスラー・アントニオ猪木へアリが寄贈した。猪木はアレンジした『炎のファイター 〜INOKI BOM-BA-YE〜』を入場曲としている。

## キャスト
| 役名                                       | 俳優                           |
| ------------------------------------------ | ------------------------------ |
| モハメド・アリ                             | 本人                           |
| アンジェロ・ダンディー                     | アーネスト・ボーグナイン       |
| フェルディ・パチェコ医師                   | ジョン・マーリー               |
| ジャビール・ハーバート・ムハンマド         | ロイド・ヘインズ               |
| ビル・マクドナルド                         | ロバート・デュヴァル           |
| クルックシャンク                           | デヴィッド・ハドルストン       |
| ホリス                                     | ベン・ジョンソン               |
| マルコムX                                  | ジェームズ・アール・ジョーンズ |
| ベルベット・グリーン                       | ダイナ・メリル                 |
| ソニー・リストン                           | ロジャー・E・モーズリー        |
| エクスリッジ氏（弁護士）                   | ポール・ウィンフィールド       |
| ベリンダ・カリラ・アリ                     | アナゼット・チェイス           |
| ルビー・サンダーソン                       | ミラ・ウォーターズ             |
| ドリュー・バンディーニ・ブラウン           | 本人                           |
| ペイトン・ジョリー                         | マラキ・スローン               |
| Colonel Cedrich                            | リチャード・ベンチャー         |
| カシアス・マーセラス・クレイ・シニア       | アーサー・アダムス             |
| ラハマーン                                 | スタック・ピアス               |
| カラーラ                                   | ポール・マンティ               |
| Major Canlan                               | スキップ・オーマイアー         |
| the Captain                                | デヴィッド・クレノン           |
| スージー・ゴメス                           | ナイ・ボネット                 |
| 若き日のカシアス・クレイ（モハメド・アリ） | チップ・マカリスター           |

ラーマン・アリ、ハワード・ビンガム、ハロルド・コンラッド、ドン・ダンフィー、ロイド・ウェルズ、パット・パターソン、ジーン・キルロイが本人役で出演している。
ルビー・サンダーソンとその恋人で妻となったベリンダ・ボード、一時期アリのマネージャーを務めていたイライジャ・ムハンマドの息子ハーバート・モハメドなど、主要な人物を含めて無名の役どころが多い。
アナゼット・チェイスが演じているベリンダ・カリラ・アリ（モハメド・アリの妻）の役は、当初はロネット・マッキーが演じる予定であった。

## サウンドトラック
全ての楽曲はマイケル・マッサーが作曲し、マッサーとリー・ホールドリッジが編曲している。
| #  | タイトル                                            | 作詞         | 作曲・編曲 | 時間 |
| -- | --------------------------------------------------- | ------------ | ---------- | ---- |
| 1. | 「The Greatest Love of All」(George Benson)         | Linda Creed  |            | 5:32 |
| 2. | 「I Always Knew I Had It in Me」(Benson; version 1) | Gerry Goffin |            | 7:14 |
| 3. | 「Ali's Theme」(Masser)                             | —            |            | 5:18 |

| #  | タイトル                                              | 作詞   | 作曲・編曲 | 時間 |
| -- | ----------------------------------------------------- | ------ | ---------- | ---- |
| 1. | 「Ali Bombaye (Zaire Chant) I」(Masser and Mandrill)  | —      |            | 3:42 |
| 2. | 「Ali Bombaye (Zaire Chant) II」(Masser and Mandrill) | —      |            | 3:00 |
| 3. | 「The Greatest Love of All」(Masser)                  | —      |            | 3:14 |
| 4. | 「Variations on Theme」(Masser)                       | —      |            | 2:34 |
| 5. | 「I Always Knew I Had It in Me」(Benson; version 2)   | Goffin |            | 5:21 |

## 評価
『ニューヨーク・タイムズ』紙のヴィンセント・キャンビーは、「ハリウッドではもうあまり作られていないような魅力的な骨董品」と評価した。『ロサンゼルス・タイムズ』紙のケビン・トーマスは、「活気に満ちた楽しいポップな伝記映画であり、手に負えない世界ヘビー級ボクシング王者に対して将に我々に望んでいるイメージを投影している」と評した。『シカゴ・トリビューン』紙のジーン・シスケルは、この映画に4点満点中の2.5点をつけ、「気晴らしになるエンターテイメントとして、『ザ・グレーテスト』は満足以上のものだ」と書いている。『バラエティ』誌のアーサー・D・マーフィーは、「アリはこの映画に権威と存在感をもたらし、ジョン・マーシャルの作品をどんな映画のバイオグラフィーにも内在する限界を超えたものにしてくれた」と述べた。『マンスリー・フィルム・バレッティン』誌のデビッド・バダーは、「『ザ・グレーテスト』は、アリの最もよく知られた功績を綴った聖人伝的な作品であり、独特で気まぐれな性格を存分に発揮しているが、その過程で自由に白塗りをしている」と述べている。